# Chorizagrotis lidia
Chorizagrotis lidia là một loài bướm đêm trong họ Noctuidae.